# Крал на Йордания
Кралят на Йордания (на арабски: ملك الأردن), според конституцията на Йордания, е държавният глава на страната. Монархията в Йордания е въведена през 1921 г. с помощта на Великобритания. Въпреки че Йордания е конституционна монархия, кралят има значителни изпълнителни и законодателни правомощия. Той е главнокомандващ на йорданските въоръжени сили и назначава министър-председателя и директорите на агенциите за сигурност. Назначава също и членовете на горната камара, Сената, както и членовете на Конституционния съд.
Синовете на Хюсеин бин Али от Хашемитската династия стават крале на Ирак и Йордания. Абдула ибн Хюсеин е назначен за първи път за емир на Трансйордания на 11 април 1921 г., а с независимостта на страната на 25 май 1946 г. е провъзгласен за крал на Хашемитското кралство Трансйордания. Името на страната е променено на Хашемитско кралство Йордания на 3 април 1949 г. след арабско-израелската война от 1948 г.

## Списък с кралете на Йордания
- Абдула I (1949 – 1951 г.)
- Талал I (1951 – 1952 г.)
- Хусейн I (1952 – 1999 г.)
- Абдула II (1999 – понастоящем)